# Kueyen
Kueyen var månens gudinna i Mapuchefolkets mythologi. Hon är stjärnornas drottning och gift med solguden Antu, gudarnas kung. 